# Patvaróc
Patvaróc (szlovákul Potvorice) község Szlovákiában, a Trencséni kerületben, a Vágújhelyi járásban.

## Fekvése
Vágújhelytől 7 km-re délre, a Vág jobb partján fekszik.

## Története
A falu területén cserép mellékletekkel ellátott, prágai típusú korai szláv urnás temetkezések kerültek elő. Ez a legkorábbi ilyen lelet Szlovákiában.
A települést 1263-ban "Potworich" néven említik először. A későbbiekben Pothowarich, Pothoworich, Potuorch alakban szerepel. 1348-ban Patwarich néven említik. Kezdetben királyi birtok, majd a Ruttkay, Bársony, Csáky, Jeszenszky és más nemesi családok birtokolták. 1715-ben 2 malma, 25 jobbágy és 11 zsellér háztartása volt. 1753-ban 57 család lakta. 1787-ben 47 házában 369 lakos élt. 1828-ban 49 háza és 316 lakosa volt. Lakói mezőgazdasággal foglalkoztak.
Vályi András szerint „PATVARÓCZ. Potvoricze. Tót falu Nyitra Vármegyében, földes Ura B. Révay Uraság, lakosai külömbfélék, fekszik Sz. Keresztnek szomszédságában, mellynek filiája, határjában vagyon legelője elég, malma Vágvizén, piatzozása Vágújhelyben, és Csejtán, gyümöltseit hasznosan eladhattyák, földgye jó termékenységű, első osztálybéli.”
Fényes Elek szerint „Patvarócz (Potvoricza), tót f., Nyitra vmegyében, a Vágh jobb partján, Végh-Ujhelyhez egy órányira. Lakja 382 kath., 6 zsidó. F. u. többen.”
A trianoni békeszerződésig Nyitra vármegye Vágújhelyi járásához tartozott.

## Népessége
| Év:            | 1994. | 2004.   | 2014.   | 2024.    |
| -------------- | ----- | ------- | ------- | -------- |
| Emberek száma: | 528   | 561     | 609     | 714      |
| Eltérés:       |       | +6,25 % | +8,55 % | +17,24 % |

| Év:            | 2023. | 2024.   |
| -------------- | ----- | ------- |
| Emberek száma: | 707   | 714     |
| Eltérés:       |       | +0,99 % |

1880-ban 314 lakosából 1 magyar és 294 szlovák anyanyelvű volt.
1890-ben 353 lakosából 3 magyar és 335 szlovák anyanyelvű volt.
1900-ban 353 lakosából 12 magyar, 5 német, 328 szlovák és 11 egyéb anyanyelvű volt. Ebből 343 római katolikus, 5 evangélikus és 5 izraelita vallású volt.
1910-ben 383 lakosából 355 szlovák, 16 magyar és 4 német anyanyelvű volt. Ebből 368 római katolikus, 12 evangélikus és 3 izraelita vallású volt.
1921-ben 436 lakosából 2 magyar és 434 csehszlovák volt. Ebből 423 római katolikus és 13 evangélikus vallású volt.
1930-ban 467 lakosából 456 csehszlovák, 5 német és 6 egyéb nemzetiségű volt. Ebből 456 római katolikus, 9 evangélikus és 2 egyéb vallású volt.
1970-ben 669 lakosából 668 szlovák és 1 cseh volt.
1980-ban 603 lakosából 600 szlovák volt.
1991-ben 545 lakosából 535 szlovák volt. 
2001-ben 536 lakosából 528 szlovák volt.
2011-ben 580 lakosából 571 szlovák, 4 cseh, 2 morva, 1 német, 1 egyéb és 1 ismeretlen nemzetiségű volt.
2021-ben 681 lakosából 667 (+1) szlovák, 3 (+1) magyar, 6 (+2) egyéb és 5 ismeretlen nemzetiségű volt.

## Nevezetességei
- Barokk-klasszicista harangláb a 18. század második feléből.

## Külső hivatkozások
- Községinfó
- Patvaróc Szlovákia térképén
- E-obce.sk Archiválva 2007. december 18-i dátummal a Wayback Machine-ben